# 能量收集
能量收集（Energy harvesting）是從環境中採取能量為小型設備供電的方式。例如手臂的運動可為某些手錶充電或上發條，其他的有利用光伏、熱電、風力、壓電、海浪、噪音、天線收集無線電波的能量等方式為小型設備充電。